# 함평 기각리 붉가시나무 자생북한지

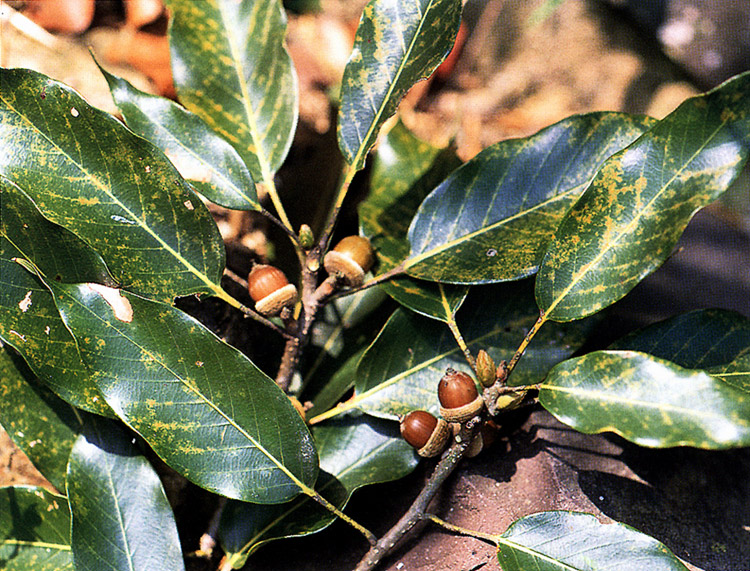
Quercus acuta,함평 기각리 붉가시나무 자생북한지

함평 기각리 붉가시나무 자생북한지는 대한민국 전라남도 함평군 함평읍 기각리에 있는, 붉가시나무가 자라는 북쪽 한계선이다. 대한민국의 천연기념물 제110호로 지정되어 있다. 옛 이름은 ‘함평의 붉가시나무 자생북한지대’였는데, 2008년 4월 변경되었다.

## 제목
- 함평의 붉가시나무 자생 북한지대 보관됨 2007-09-29 - 웨이백 머신 - 남북의 천연기념물
- 함평의 붉가시나무 자생 북한지대 - 문화재청
- 한국저작권위원회 공유마당에 있는 사진